# Xequeré
El shekere o calabash és un instrument de percussió d'Àfrica, consistent en una carabassa assecada amb comptes teixits en una xàrcia que la recobrix. A tot arreu del continent ho diuen de formes diferents, com el lilolo, axatse (en Ghana), i chequere. Sol utilitzar-se molt en la música hausa en Nigèria. El shekere està fet de les menudes carabasses que creixen sobre la terra. La forma de la carabassa determina el so de l'instrument. Un shekere es fa assecant la carabassa durant diversos mesos, llavors es lleven la polpa i les llavors. Després que és fregat, el treball dels comptes són afegides, així com el color. L'instrument és usat tradicionalment, encara que també s'utilitza per a la música popular. Quan es toca és sacsejat i/o colpejat contra les mans.